# Canovanillas
Canovanillas es un barrio ubicado en el municipio de Carolina en el estado libre asociado de Puerto Rico. En el Censo de 2010 tenía una población de 11681 habitantes y una densidad poblacional de 900,21 personas por km².

## Geografía
Canovanillas se encuentra ubicado en las coordenadas 18°21′21″N 65°55′13″O / 18.35583, -65.92028. Según la Oficina del Censo de los Estados Unidos, Canovanillas tiene una superficie total de 12.98 km², de la cual 12.9 km² corresponden a tierra firme y (0.62%) 0.08 km² es agua.

## Demografía
Según el censo de 2010, había 11681 personas residiendo en Canovanillas. La densidad de población era de 900,21 hab./km². De los 11681 habitantes, Canovanillas estaba compuesto por el 66.16% blancos, el 21.23% eran afroamericanos, el 0.26% eran amerindios, el 0.41% eran asiáticos, el 7.94% eran de otras razas y el 4.01% pertenecían a dos o más razas. Del total de la población el 98.9% eran hispanos o latinos de cualquier raza.